# Обялис
Обяли́с или Обеле (лит. Obelis — «яблоня») — река в Литве, протекает по территории Укмергского района Вильнюсского уезда и Кедайнского района Каунасского уезда в центральной части страны. Левый приток нижнего Нявежиса.
Длина реки составляет 53 км. Площадь водосборного бассейна — 674 км². Средний уклон — 1,12 м/км. Средний расход воды в устье — 3,37 м³/с.
Обялис начинается около деревни Видугирис, на расстоянии 3 км к северу от местечка Сесикай. Течёт по Среднелитовской низменности, в верхней половине преимущественно на юго-запад, в нижней — на запад. Впадает в Нявежис на высоте 24 м над уровнем моря около Кедайняя.
Притоки:
- левые: Гярупе, Някула, Арвистас, Рятякле, Ванга, Ланкяса, Гягуже, Пильтина;
- правые: Рудякшна, Индия, Шумяра, Сулява, Мальчюс, Колюпе[1].

На реке действуют две малые ГЭС:
- в 10,5 км от устья построена Бубляйская ГЭС мощностью 160 кВт, плотина которой образует водохранилище площадью 150 га;
- в 5,3 км от устья — Юодкишкская ГЭС мощностью 510 кВт, плотина которой образует водохранилище площадью 261,4 га[8].